# Arelate

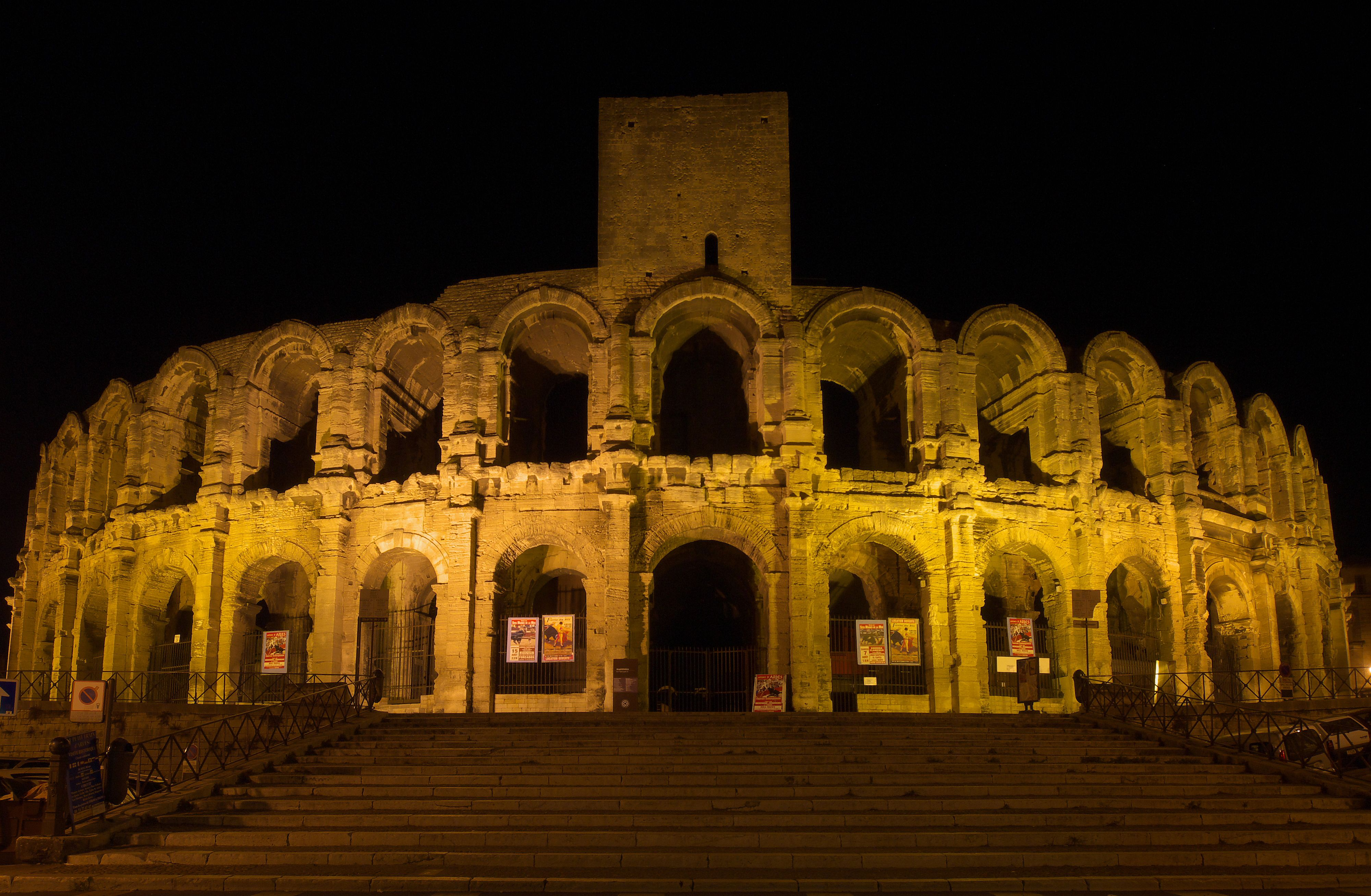
Amphitheater

Arelate („die Stadt in den Sümpfen“) ist der antike Name der südfranzösischen Stadt Arles in der einstigen römischen Provinz Gallia Narbonensis. Vor allem in der Spätantike war die Stadt von überregionaler Bedeutung. Bis heute ist die für römische Siedlungen typische, schachbrettartige Struktur der Stadt zu erkennen. Im Stadtzentrum stand das Forum. Es gab ein Theater, von dem noch ansehnliche Reste erhalten sind, und einen Circus. Von den antiken Bauten ist vor allem das Amphitheater sehr gut erhalten. Es gab zwei Aquädukte. Konstantin der Große ließ große Thermen errichten, die teilweise heute noch erhalten sind; vom Wohlstand der Stadt zeugen auch zahlreiche Mosaiken und Reliefsarkophage. Die Stadt lag an der Kreuzung zweier wichtiger Handelswege, die einen Teil des Wohlstandes erklären. Von Italien führte die Via Aurelia durch die Stadt und gleichzeitig lag sie an der Rhone.

## Geschichte der Stadt

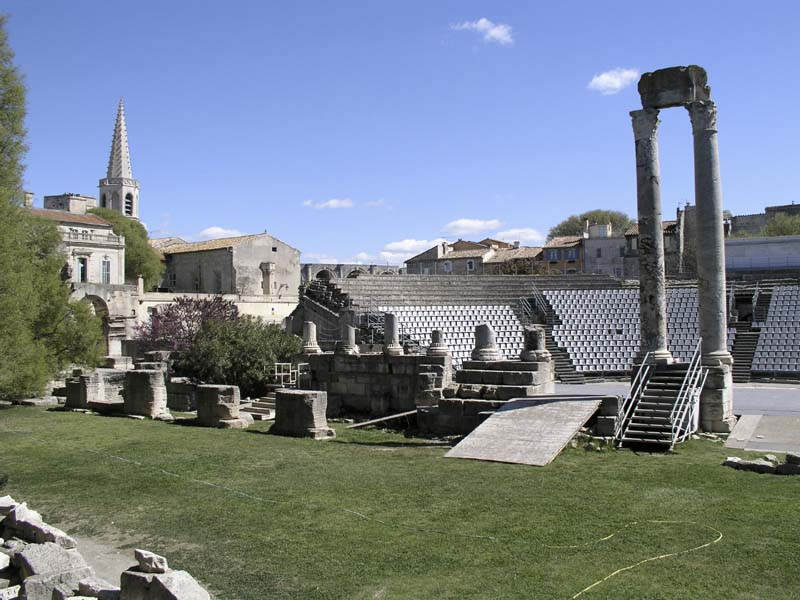
Das Theater

Ein Wohnplatz der Ligurer existierte wahrscheinlich schon im 10. Jahrhundert v. Chr. Die antike Siedlung war eine griechische Gründung der Phokäer aus Kleinasien. Sie wurde bereits 535 v. Chr. von den Ligurern zerstört und im 4. Jahrhundert v. Chr. wieder aufgebaut. Im Jahr 123 v. Chr. kam sie unter römische Herrschaft und erlebte im ersten vorchristlichen Jahrhundert, nachdem sie mit dem Hafenort Fossae Marianae verbunden wurde, einen ersten Aufschwung. Die Stadt war Teil der Provinz Narbonensis. Im Jahr 49 v. Chr. stattete Gaius Iulius Caesar den Ort mit seetüchtigen Schiffen für die Belagerung von Marseille aus. 46 v. Chr. wurde von Caesar nahe der alten griechischen Siedlung die Kolonie Colonia Iulia Paterna Arelate Sextanorum gegründet. Ausführender Beamter der Kolonisierung war Tiberius Claudius Nero. In der Kolonie wurden Veteranen der 6. Legion angesiedelt. Unter Augustus wurde die Stadt ausgebaut und erhielt ein Forum und ein Theater. In flavischer Zeit wurde das Amphitheater errichtet. Wahrscheinlich um 80 n. Chr. ist der Philosoph Favorinus in Arelate geboren worden. Unter Antoninus Pius erhielt die Stadt einen Circus.
In der Zeit zwischen 250 und 275 n. Chr. wurde die Stadt zweimal geplündert. Im ganzen Stadtgebiet fanden sich bei Ausgrabungen Brandspuren. Es ist jedoch unsicher, mit welchen historischen Ereignissen diese Verwüstungen in Verbindung zu bringen sind. Es ist bekannt, dass die Alemannen und Franken in Gallien vorgedrungen waren. Zwischen 260 und 274 n. Chr. war Arelate auch Teil des Gallischen Sonderreiches. Die Stadt hatte auch schon früh eine christliche Gemeinde. In der Mitte des 3. Jahrhunderts wurde die Stadt ein Bistum. Als erster Bischof wird in späteren Quellen Trophimus genannt.
Arelate spielte vor allem in der Spätantike eine bedeutende Rolle, was sich vor allem in der Errichtung prächtiger Neubauten zeigt. In der Forschung wird häufig vermutet, die Stadt sei im frühen 4. Jahrhundert Residenz des römischen Kaisers Konstantin der Große gewesen; dies lässt sich aber durch die verfügbaren antiken Quellen nicht absichern. Sicher ist dagegen, dass unter Konstantin eine Münzstätte von Ostia nach Arelate verlegt wurde. Im Jahr 314 fand dort zudem das vom Kaiser einberufene christliche Konzil von Arles statt. Es war das erste bedeutende Konzil im Abendland überhaupt. Zeitweise trug die Stadt zu Ehren von Konstantin II., der hier zur Welt kam, den Namen Constantina. Der Name verschwindet nach dem Tod dieses Herrschers aber wieder. Ein weiteres Mal wurde die Stadt dann ab 353 n. Chr. Constantia genannt, dieses Mal nach Constantius II., der sich im Winter 353–354 n. Chr. dort aufgehalten hatte. Um das Jahr 407 wurde der Sitz des gallischen Prätorianerpräfekten, also des höchsten Verwaltungsbeamten des westlichen Reichsdrittels, von Augusta Treverorum (Trier) hierher verlegt, da die Sicherheit der bisherigen Residenz wegen häufiger Germaneneinfälle (siehe auch Rheinübergang von 406) nicht gewährleistet werden konnte und sie wahrscheinlich auch zu weit weg vom Machtzentrum Italien lag. Etwa zur gleichen Zeit wurden auch die Hauptorte der beiden nächstniedrigen Verwaltungseinheiten, nämlich der Diözese von Südgallien (Dioecesis Septem Provinciarum) und der Provinz Viennensis, die sich bis dahin in Vienne befunden hatten, nach Arelate verlegt. Die Umstrukturierung der Diözese und der Provinz könnte mit dem Einfall der Westgoten in die Narbonensis im Jahr 418 zusammenhängen.

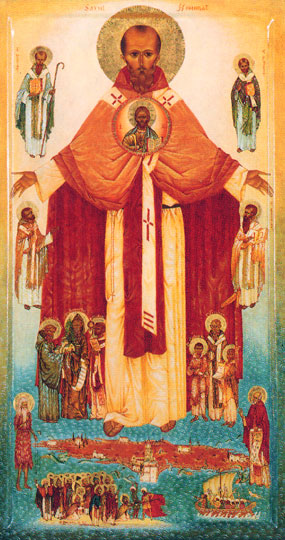
Honoratus von Arles

Von 426 bis 16. Januar 430 war Honoratus von Arles Bischof in der Stadt. Er wurde später zu einem Heiligen der katholischen Kirche. Die Stadt blieb zunächst unter römischer Verwaltung, bis sie 476 n. Chr. von den Westgoten unter König Eurich erobert wurde. 508 n. Chr. wurde Arles nach einer Belagerung durch Franken und Burgunder von einem Entsatzheer des ostgotischen Königs Theoderich befreit und geriet in dessen Herrschaft. Infolgedessen wurde die gallische Präfektur wiederhergestellt. Erst 536 n. Chr. überließen die Ostgoten Arles per Abkommen den Franken, die es jedoch nicht weiter förderten, da ihr Machtzentrum weiter im Norden lag. Seit der Mitte des 6. Jahrhunderts verlor die Stadt stark an Bedeutung und entwickelte sich erst im 11./12. Jahrhundert wieder zu einem lokalen Zentrum.

## Die älteste Stadt
Teile der griechischen Stadt sind 1976–1987 und 1983–1989 beim Bau eines Parkhauses in Jardin d’Hiver gefunden und ausgegraben worden. Es konnten fünf Phasen unterschieden werden, die vom 6. Jahrhundert v. Chr. bis um 175 v. Chr. datieren. In dieser Zeit ist der Ort, der einst wahrscheinlich ca. 30 ha groß war, aufgegeben worden. Der Ort hatte Straßen, die nach einem Schachbrettmuster ausgerichtet waren. Die Wohnbauten bestanden aus Trockenlehmziegelmauerwerk. Die Keramik stammt meist aus lokaler Produktion, deren Formen jedoch teilweise Anleihen an italische Vorbilder machen. Es fanden sich aber auch Reste schwarz- und rotfiguriger Keramik und von Importen aus anderen Teilen des Mittelmeerraumes.

## Die römische Stadt

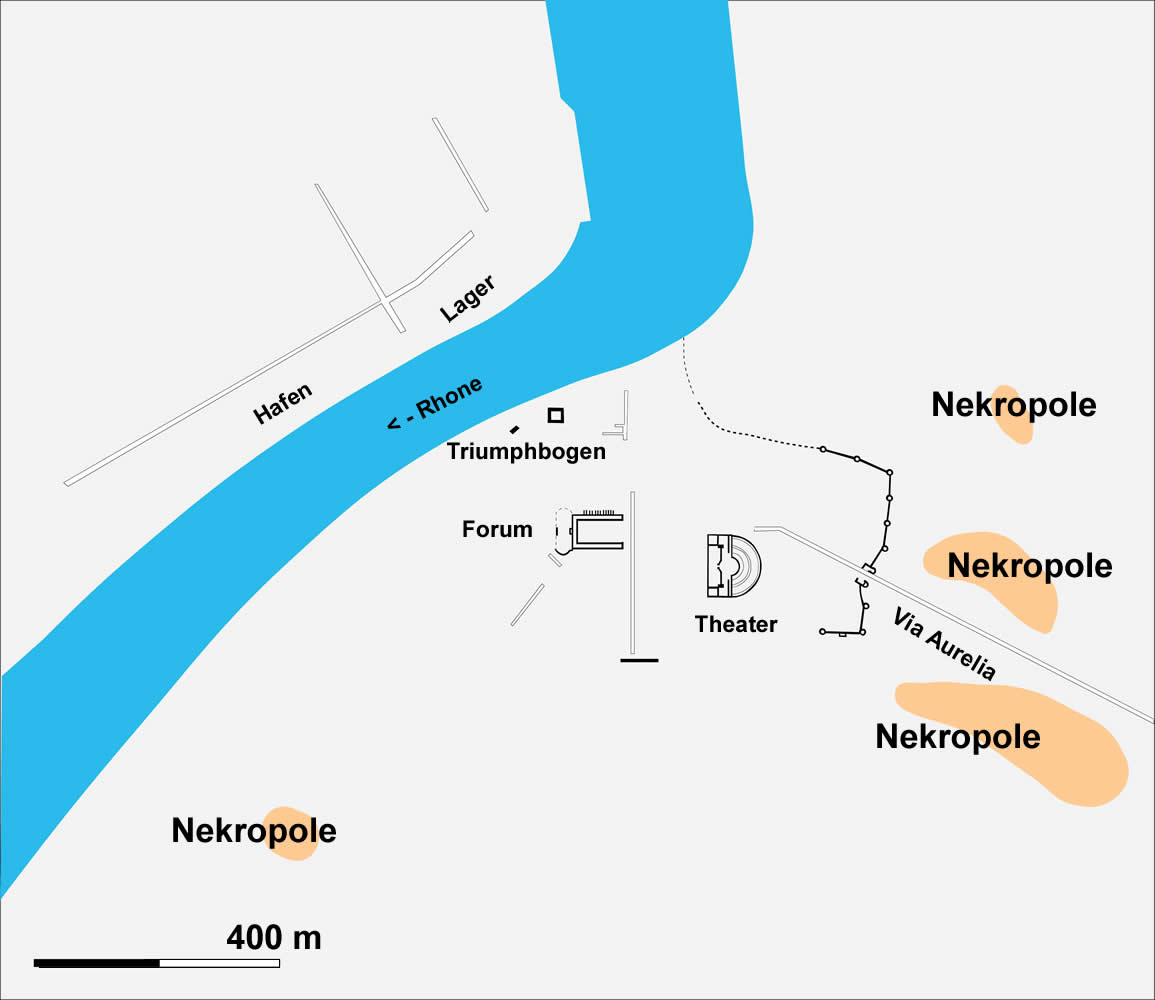
Arelate im 1. Jahrhundert n. Chr.

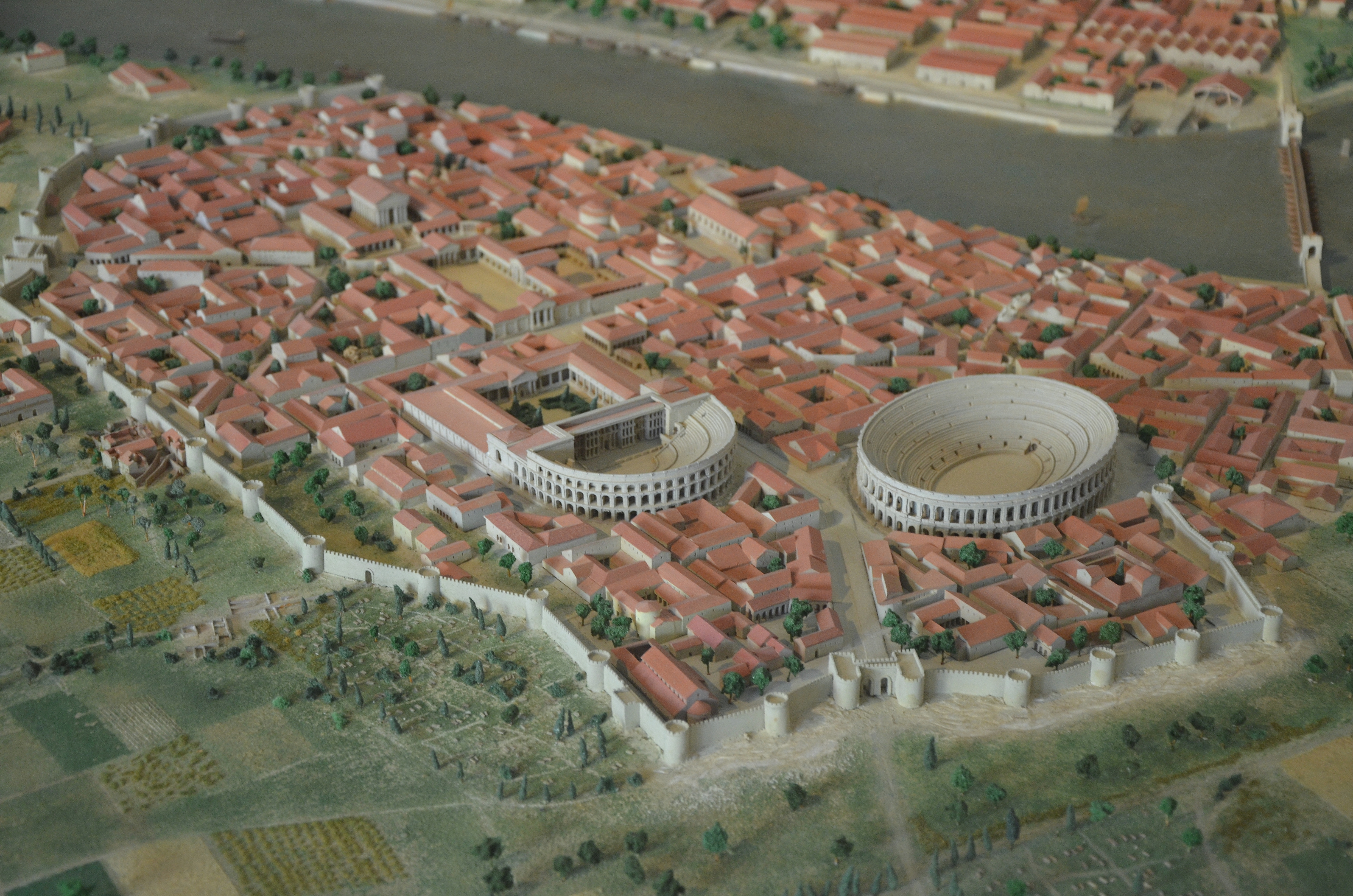
Modell von Arelate im 4. Jahrhundert (Musée de l’Arles antique)

Die antike Stadt bestand aus verschiedenen Teilen. Das Zentrum lag links der Rhone, etwas oberhalb an einem Punkt an dem der Fluss nach Westen abknickt. Das ummauerte Stadtgebiet war selbst für eine antike Stadt relativ klein und umfasste ein unregelmäßiges Rechteck von etwa 300 mal 400/500 Meter. Jenseits der Stadtmauern scheint die Wohnbebauung vor allem im Süden um etwa 100 bis 200 m fortgesetzt zu haben. Im Südwesten ist im 2. Jahrhundert ein großer Circus erbaut worden, der etwa 300 m südlich der Stadtmauern stand, jedoch offensichtlich in einem wenig besiedelten Gebiet errichtet wurde. Vor allem im Südosten lagen große Nekropolen. Auf der rechten Seite der Rhone befand sich ein weiteres großes Wohngebiet, heute als Trinquetaille bezeichnet. Dieser Teil der Stadt wurde ab dem Ende des 1. Jahrhunderts n. Chr. besiedelt und auch mit einem regelmäßigen Stadtplan ausgestattet. Es war anscheinend größer als das ummauerte Stadtgebiet (etwa 500 m × 600 m) auf der linken Seite der Rhone. Auch hier gab es an den Stadträndern weitere Nekropolen. In diesem Teil der Stadt gab es nur wenige öffentliche Gebäude, jedoch gab es hier umfangreiche Hafenanlagen und Lagerhallen am Ufer der Rhone. Beide Stadtteile sind durch eine Brücke verbunden gewesen.

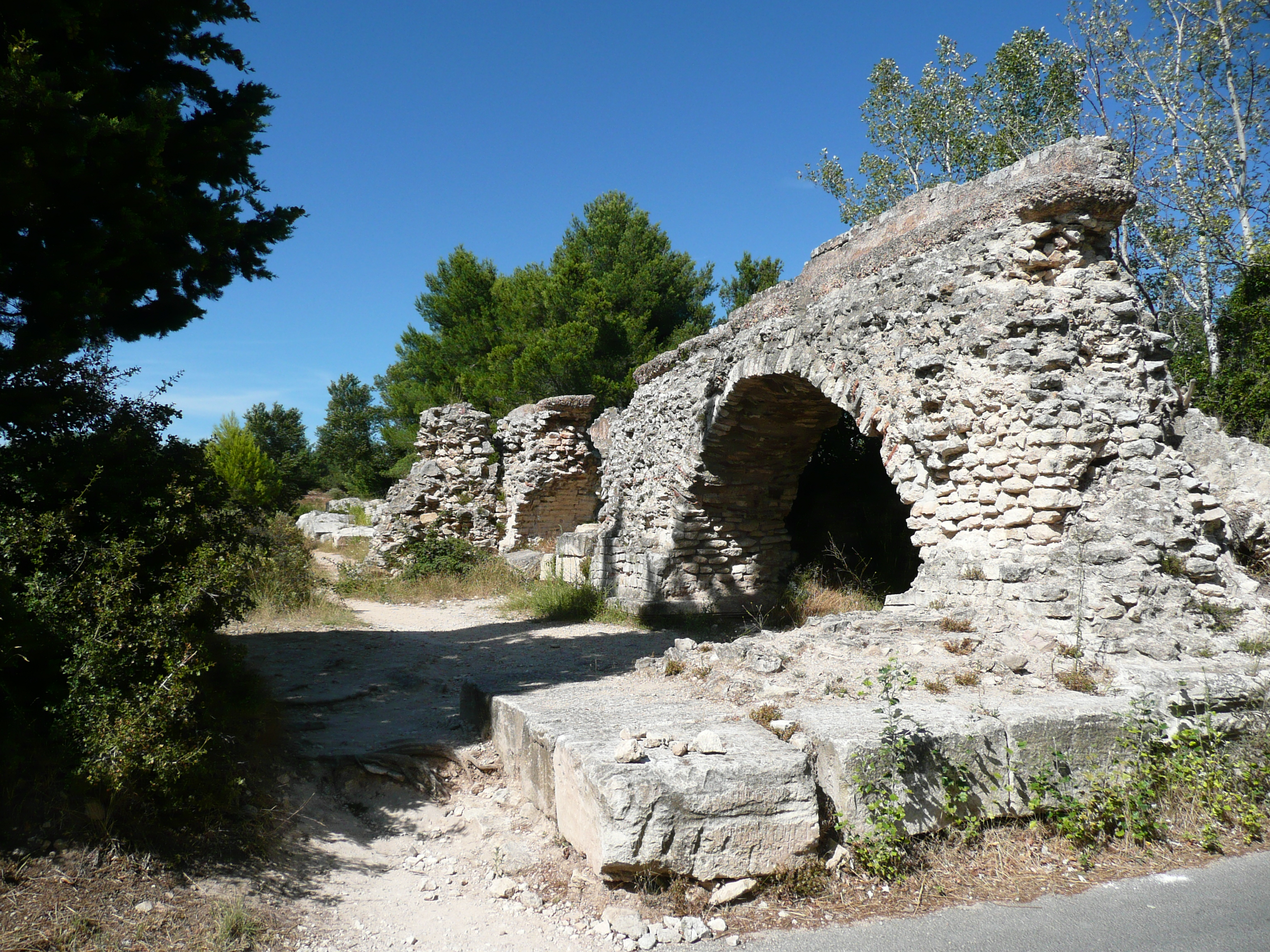
Reste des Aquäduktes

### Stadtmauer
Schon im ersten Jahrhundert erhielt die Stadt eine Mauer. Sie ist vor allem im Osten gut erhalten und steht heute noch teilweise bis zur originalen Höhe an. Im Osten befindet sich auch ein Stadttor, wo die Via Aurelia in die Stadt führte. Das Stadttor war durch mächtige, halbrunde Bastionen geschützt. Weitere halbrunde Bastionen gab es im ganzen Mauerverlauf. Die Stadtmauer im Norden und Süden ist dagegen weitgehend unbekannt. Im Norden fanden sich an der Rhone einige Reste, die andeuten, dass die Mauer einen Bogen nach Norden machte. Der Verlauf im Süden bleibt dagegen ganz unsicher. Einige Steinreste, die sich ca. 200 m südlich des Forums fanden, sind als Stadtmauer interpretiert worden. Im Westen grenzte die Stadt an die Rhone.

### Aquädukte

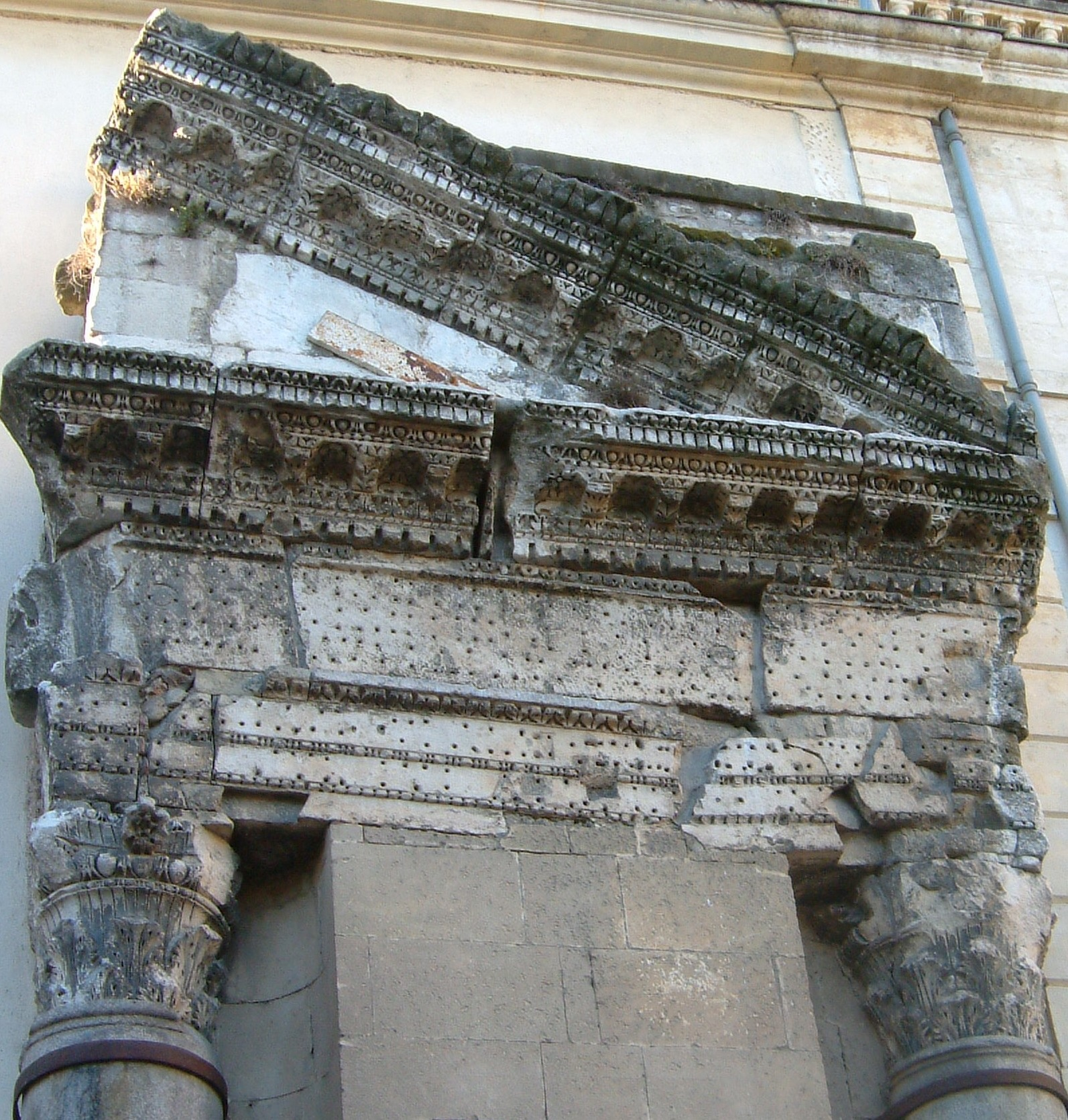
Portikus an der Nordseite des Forums, heute noch anstehende Reste

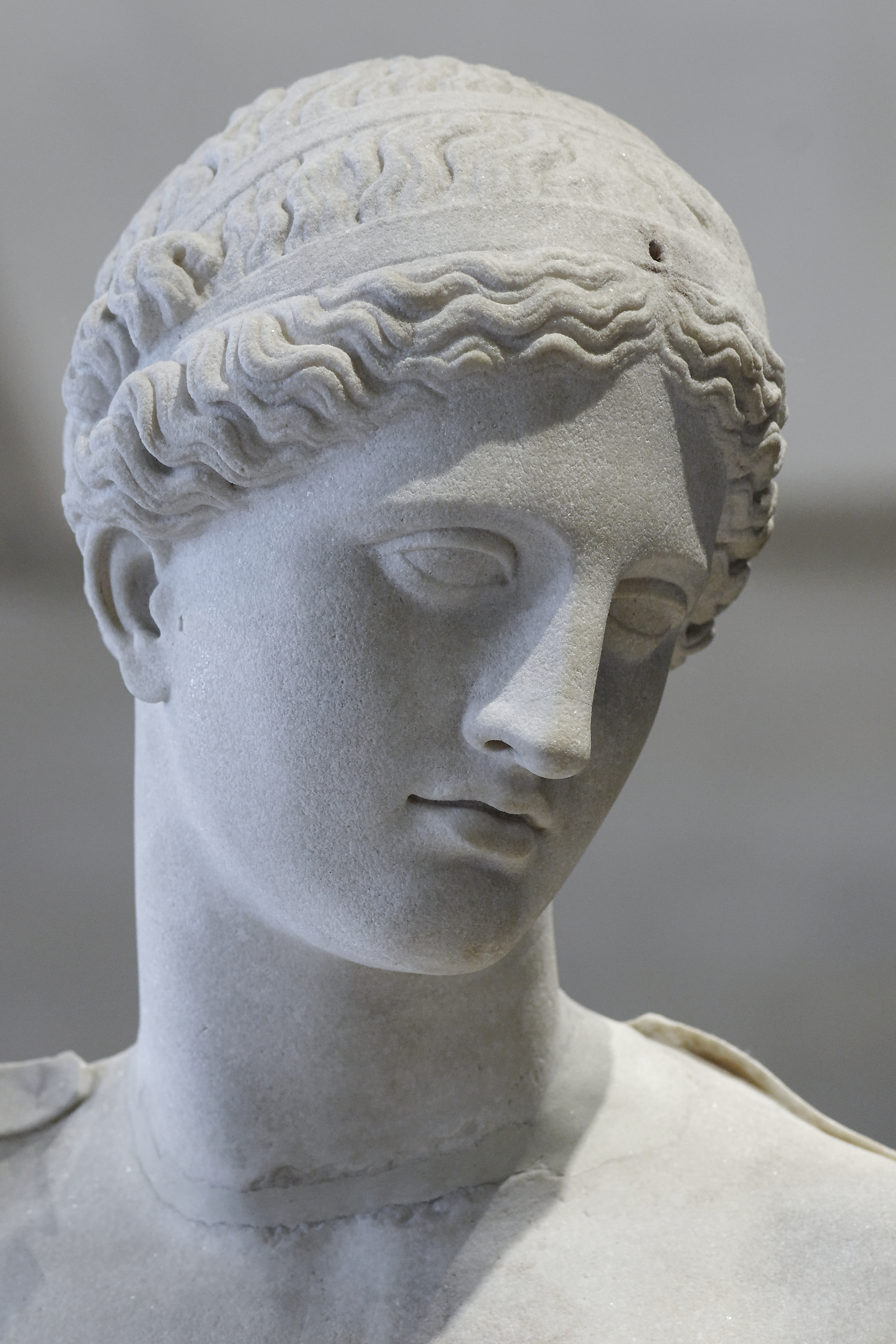
Die Venus von Arles

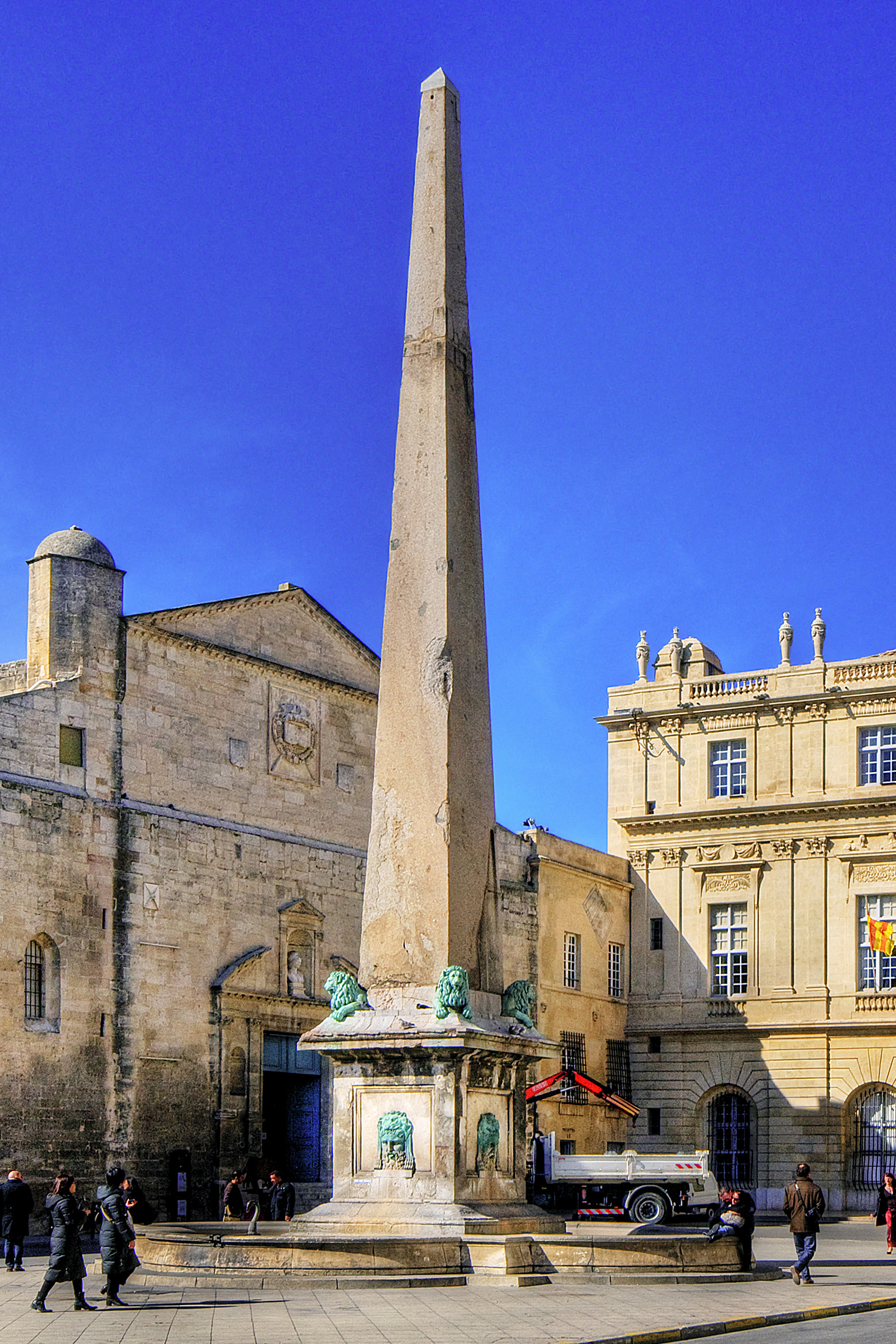
Dieser Obelisk schmückte einst die Spina des Circus

Trinkwasser kam in die Stadt über zwei Aquädukte. Einer von ihnen führte das Wasser von 51 km her aus den nördlichen Alpillen, bei Eygalières in die Stadt und ist bemerkenswert wegen des nur schwachen Gefälles von weniger als einen Millimeter pro Meter. Der andere Aquädukt kam von Caparon und war etwa 11 km lang. Beide Wasserleitungen vereinigten sich bei Fontvieille in einem Wasserbecken. Von dort führte er als eine Leitung zu den Mühlen von Barbegal, die auch mit dem Wasser versorgt wurden, von dort lief er neben der Via Aurelia. In der Stadt verlief sie unterirdisch entlang der Decumanus. In der Nähe des Amphitheaters mündete sie in einen Wasserturm. Innerhalb der Stadt gab es ein umfangreiches Netz von Kanälen und Bleirohren, womit Brunnen, Zisternen und einige Privathaushalte versorgt werden konnten.

### Stadtaufbau
Bis heute ist die für römische Siedlungen typische, schachbrettartige Struktur der Stadt zu erkennen, doch gibt es auch Abweichungen davon, die vielleicht auf vorrömische Strukturen hindeuten. Im Stadtzentrum stand das Forum.
Es gibt kaum Befunde aus der Zeit von Gaius Iulius Caesar, der die Stadt zu einer Kolonie erhoben hatte. Die älteste erhaltene Bautätigkeit datiert dagegen unter Augustus. Arelate erhielt jetzt vor allem ein Forum und ein Theater sowie wieder einen Stadtplan mit sich rechtwinklig kreuzenden Straßen.

### Forum
Das Forum stand an dem Schnittpunkt von Cardo und Decumanos, den beiden Hauptstraßen einer römischen Stadt. Es befand sich damit im Zentrum der antiken Stadt. Der Bau war 190 m lang und 60 m breit. Es bestand aus einem großen Innenhof, der von Säulenhallen umgeben war. Die Säulen waren 8 m hoch und hatten korinthische Kapitelle. Der Haupteingang lag im Osten. Im Norden gab es ein weiteres Tor, dessen Portikus bis heute zum Teil in fast voller Höhe erhalten ist. Es mag sich auch um die Reste eines Tempels handeln. Unterhalb des Forums befinden sich Kryptoportiken, die auf drei Seiten einen freien Platz umrahmen. Sie sind im Mittelalter als Keller benutzt worden und deshalb sehr gut erhalten. Es handelt sich um drei Hallen in deren Mitte sich Arkadenbögen, die die gewölbte Decke stützen, befinden. Sie bilden dadurch praktisch jeweils zwei Galerien. Zum Innenhof gibt es Durchgänge. Die Funktion der Anlage ist umstritten, doch handelte es sich vielleicht um Speicher. Das Forum war sicherlich einst reich dekoriert. Es fand sich eine marmorne Kopie eines Clipeus virtutis, einem goldenen Schild, dessen Original in der Curia Iulia in Rom aufgestellt war. Im Forum fand sich auch ein Porträt des Gaius Caesar (Enkel des Augustus). Das Forum war noch im 5. Jahrhundert n. Chr. in Betrieb, Sidonius Apollinaris besuchte es und beschrieb es in einem seiner Briefe (Epistulae I 11, 7–8). Nördlich vom Forum schloss sich vielleicht ein Macellum (Marktplatz) an. Davon sind noch etwa sieben Läden mit Arkaden, die sich direkt an die Forumsmauern anschließen, erhalten. In der Mitte der Ladenreihe findet sich ein breiter rechteckiger Bau, bei dem es sich entweder um die Reste eines Tempels oder eines Tores handelt, das einst das Forum mit dem Macellum verband. Die einstigen Ausmaße des Macellums sind unbekannt.
Im Westen fand sich ein länglicher Platz mit jeweils einer Exedra an den Kurzseiten. Die Anlage lag auf einem höheren Niveau als das eigentliche Forum. Wiederum westlich daran, schloss sich das Forum adiectum an. Das wiederum höher lag und von Säulen umgeben war. In der Mitte stand vielleicht das Capitolium, der Haupttempel der Stadt.

### Theater
Das Theater wurde auch unter Augustus errichtet. Der Bau hatte einen Durchmesser von 102 m und fasste einst um die 10.000 Zuschauer. 33 Ränke können im Zuschauerraum rekonstruiert werden. Dieser Teil des Baues, die Cavea war an der Außenseite mit einer Reihe von Arkaden in drei Etagen dekoriert. Die Bühnenfront war einst mit circa 100 Säulen dekoriert. Im Theater fanden sich eine Reihe von erstklassigen Skulpturen. Darunter befindet sich ein überlebensgroßes Bildnis des Augustus, die sogenannte Venus von Arles, bei der es sich um die römische Kopie eines Werkes des Praxiteles handelt, Statuen von Tänzerinnen und ein liegender Silen. Unter Augustus wurden im Zentrum der Stadt auch Thermen erbaut. Von weiteren Thermen fanden sich die Hypokausten und datieren wahrscheinlich ins 3. oder 4. Jahrhundert.

### Amphitheater
In flavischer Zeit wurde das Amphitheater der Stadt errichtet. Es ist 136 m × 107 m groß und bedeckt eine Fläche von 11.500 m². Die Fassade ist 21 m hoch und besteht aus zwei Reihen von Arkaden. Der Haupteingang lag im Westen und damit zum Forum hin orientiert. Es bot für etwa 21.000 Zuschauer Platz.

### Brücke
Die Stadt hatte eine Brücke, die die Stadt mit dem Vorort auf dem anderen Ufer der Rhone verband. Der 280 m lange Bau wird bei antiken Autoren beschrieben und es fand sich sogar in Ostia eine Darstellung des Baues. An jedem Ufer der Rhone stand eine etwa 45 m lange Konstruktion aus Stein, die auf Bögen ruhte. Bei dem Brückenteil in der Mitte handelte es sich um eine Ponton-Brücke, also um eine Bootsbrücke.

### Triumphbögen
In der Stadt standen zwei oder drei Triumphbögen. Einer von ihnen stand bis 1684, ist dann aber abgerissen worden. Er ist jedoch von alten Zeichnungen gut bekannt und bestand aus dem eigentlichen Bogen mit jeweils zwei Säulen links und rechts von dem Tor, die auf jeweils einem Sockel standen und korinthische Kapitelle hatten. Der Bogen trug eine spätere Inschrift, die jedoch von den alten Zeichnungen nicht verständlich ist. Ein weiterer Bogen ist aus alten Beschreibungen bekannt und soll reich mit Dekor verziert gewesen sein. In der Tat fanden sich in der Stadt einige Reliefs, die von einem Bogen stammen und diesem oder einem dritten Bogen zugeordnet werden können.

### Circus
Ein weiteres großes Bauprojekt war der Circus, der unter Antoninus Pius errichtet wurde. Jedenfalls sind die beim Bau der Anlage verwendeten Hölzer nicht vor 149 n. Chr. gefällt worden. Die Anlage war etwa 450 m lang und 101 m breit. Er wurde unter Konstantin I. umgebaut. Die Spina wurde niedergerissen und durch eine Anlage mit Marmor ersetzt. In dieser Zeit wurde hier wahrscheinlich auch ein Obelisk errichtet.

### Wohnbebauung

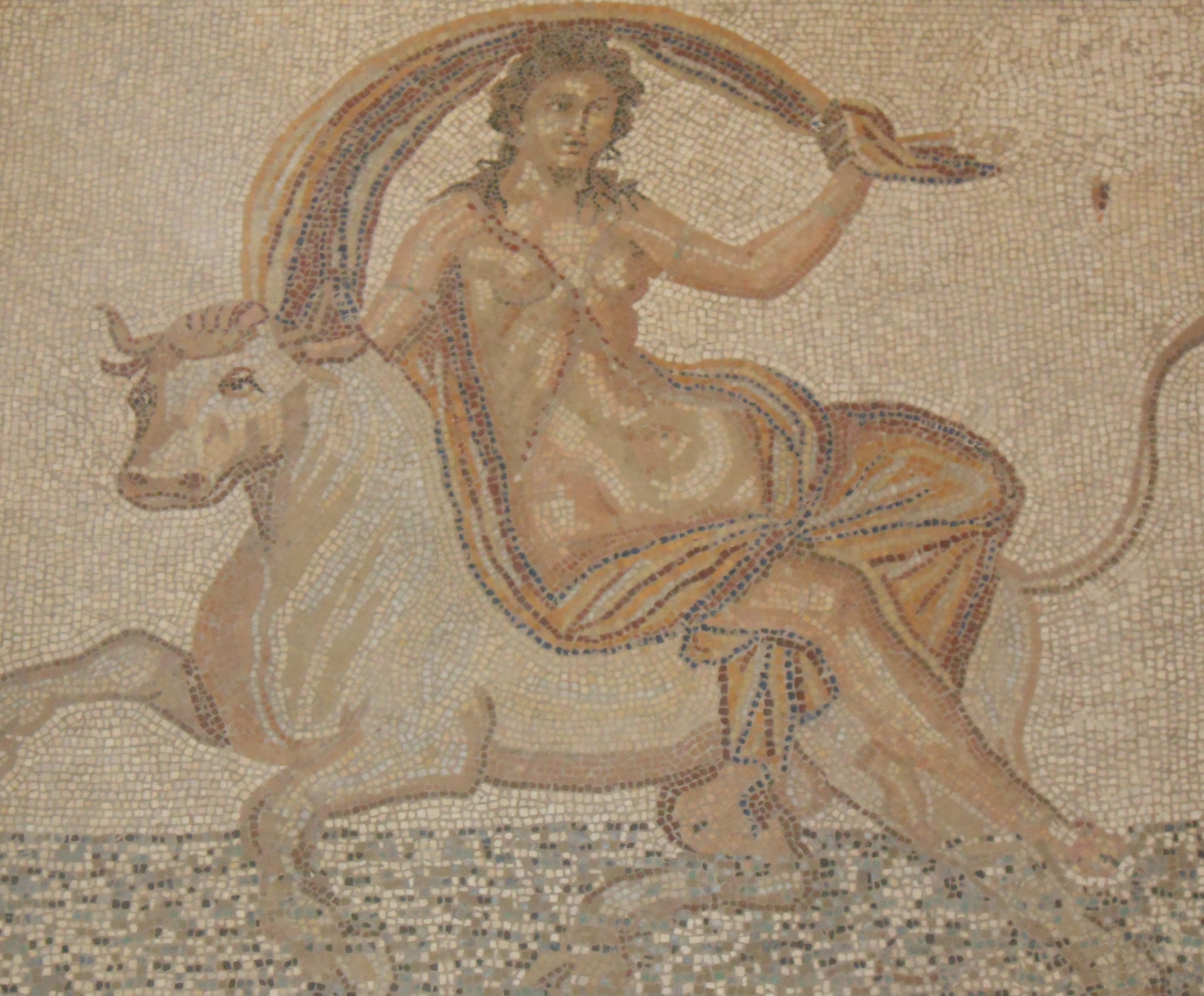
Europa, Mosaik aus Arles

Im ganzen Stadtgebiet konnten Reste von Wohnbebauung erfasst werden. Bemerkenswert ist die große Anzahl hochwertiger Mosaiken im ganzen Stadtgebiet. Über 100 Mosaikböden sind bisher gefunden worden, viele mit figürlichen Darstellungen.
In der Trinquetaille wurden zwischen 1982 und 1984 Teile eines großen, sehr reich ausgestatteten Gebäudes ausgegraben, das wahrscheinlich vom Ende des ersten Jahrhunderts bis in das sechste Jahrhundert n. Chr. bewohnt war. Ein großer Teil der Räume war mit Mosaiken ausgestattet. Es fanden sich steinerne Bauornamentik (z. B. ein korinthisches Kapitell) und Fragmente von Marmorstatuen. Es konnten mehrere Bauphasen unterschieden werden. Bemerkenswert ist ein gut erhaltenes Mosaik (7,60 m × 7,70 m), das im Zentrum den sitzenden Äon mit den Tierkreiszeichen (als Reif) zeigt. Um dieses Mittelfeld herum findet man Eroten in den Eckfeldern, sowie Nereiden auf Meerestieren.
Ein weiteres reich ausgestattetes Gebäude wurde 1987 beim Bau einer Tiefgarage an der rue Pierre Brossoltte aufgedeckt werden. Das Haus wurde mehrmals umgebaut, was zur Folge hat, dass man von keiner Bauphase eine klare Vorstellung vom Grundriss des Hauses hat. Insgesamt wurden sieben Bauphasen unterschieden, die von voraugusteischer Zeit bis in die Spätantike reichen. Das Haus wurde anscheinend im 6. Jahrhundert verlassen. Auch dieses Wohnhaus war reich mit Mosaiken ausgestattet, wobei es sich um geometrische Beispiele handelt. Die ältesten Mosaiken datieren in die augusteische Zeit, wobei es sich einmal um einen Opus-sectile-Fussboden handelt. Bemerkenswert sind figürliche Marmorintarsien, die wiederum den hohen Stand der Hausausstattung belegen.

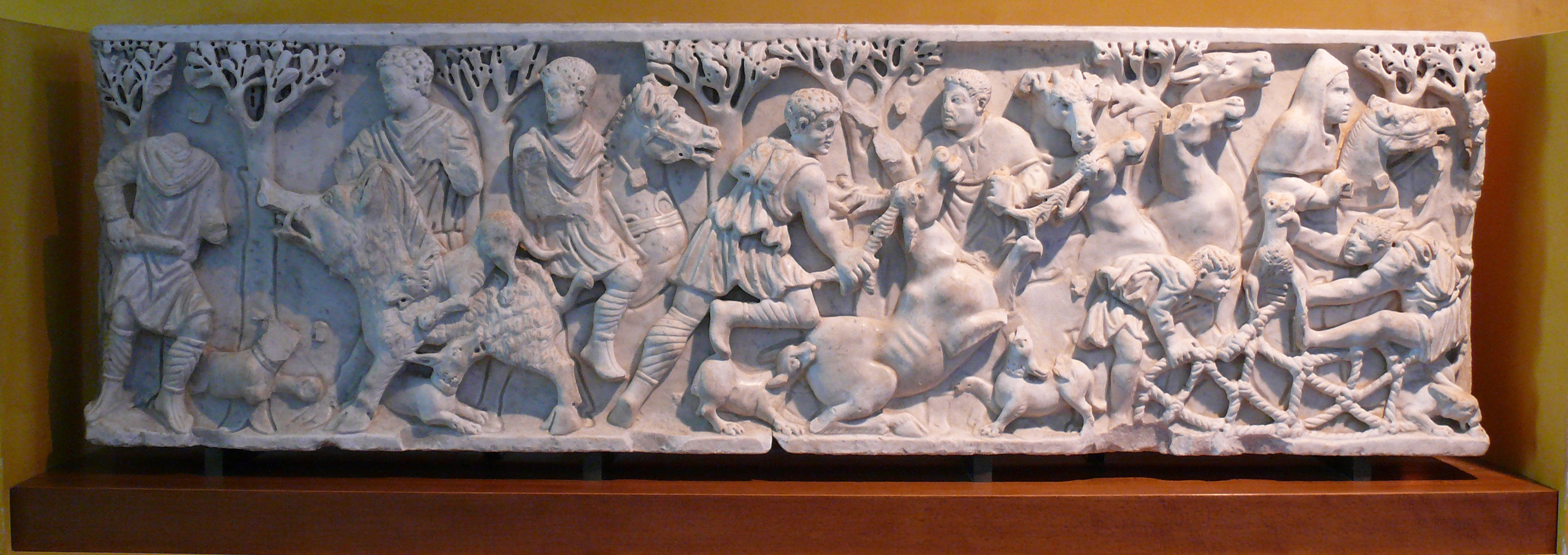
Sarkophag mit Jagdszene

### Nekropolen
Um die Stadt herum gab es umfangreiche Friedhöfe. Vor allem im Südosten zog sich die als Alyscamps bekannte Nekropole entlang. Hier stehen noch heute auf einer Länge von etwa 500 m zahlreiche undekorierte Sarkophage. Aus den Nekropolen der Stadt stammen auch zahlreiche mit Reliefs geschmückte Sarkophage, die wiederum den Wohlstand der Stadtbewohner belegen. Viele der Sarkophage sind wahrscheinlich in Italien, Griechenland oder Kleinasien produziert worden. In späterer Zeit scheint es auch eine einheimische Produktion gegeben zu haben. Sie datieren vom 2. bis zum 4. Jahrhundert n. Chr. Grabsteine datieren bis in das 6. Jahrhundert hinein. Ihre Inschriften und die auf den Sarkophagen sind eine wichtige Quelle zu den Bewohnern der Stadt. Es fanden sich auch einige Beispiele von Skulpturen, die einst aufwändigere Grabbauten geschmückt haben müssen. Hier ist besonders die Figur einer Medea zu nennen. In den Nekropolen standen auch Mausoleen, von denen einige ausgegraben werden konnten. In der Nekropole Alyscamps wurden in christlicher Zeit diverse Kirchen errichtet.

## Arelate in der Spätantike

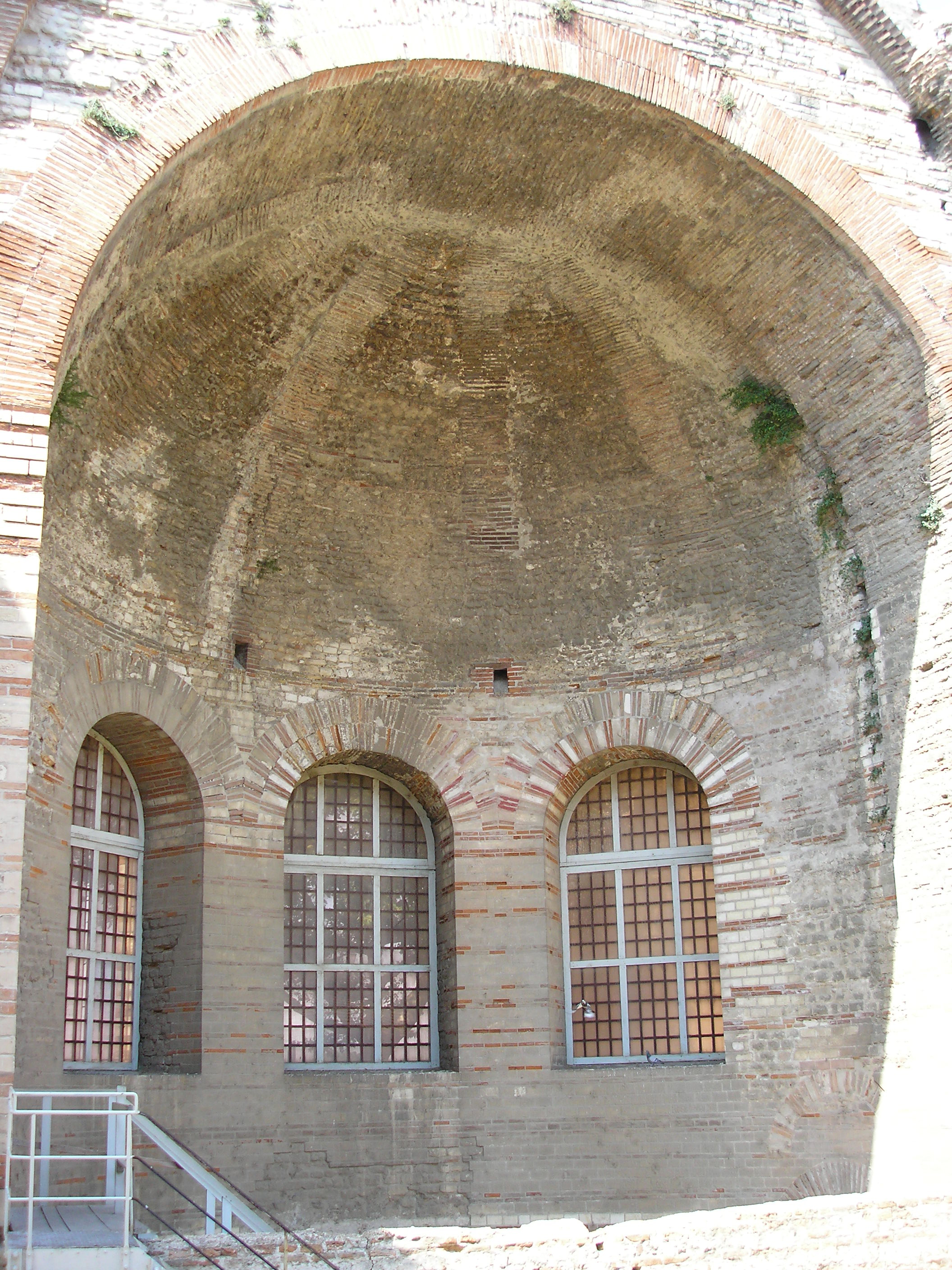
Thermen des Konstantin: Caldarium

Eventuell von Konstantin I. wurden die sogenannten Thermen des Konstantin errichtet, die auch als Palais de Trouilles bekannt sind. Teile ihrer Mauern stehen noch heute bis zur originalen Höhe an, doch ist die Zuschreibung an Konstantin bei weitem nicht so sicher, wie der moderne Name es vortäuscht. Heute noch zu sehen sind der halbrunde Abschluss der Caldariums mit Schwimmbecken, es folgt das eigentliche Caldarium (Warmbad) und das Tepidarium (lauwarmes Becken), sowie Reste des Frigidariums (Kaltwasser). Die genauen Ausmaße des Bades nach Süden sind bisher wenig erforscht, doch scheint es hier eine Halle und dann eine Exedra gegeben zu haben. Insgesamt erstreckte sich der Bau etwa 50 m nach Süden.
Südlich der Thermen stand eine große Halle (21 m × 57 m), deren Mauern zum Teil noch bis 15 m hoch erhalten sind. Der Saal hatte an der Ostseite eine Apsis und an der Westseite einen Haupteingang. Im oberen Teil befanden sich an den Langseiten neun Fenster. Die Funktion des Saales ist unsicher, doch dürfte es sich um eine Repräsentationsanlage, etwa einen Thronsaal gehandelt haben. Kaiser Konstantin weilte zwischen 307 und 317 n. Chr. mehrfach in der Stadt, sodass Meike Droste vermutete, es handele sich um die Reste eines dort von ihm erbauten Palastes. Ein solcher wird jedoch nicht in schriftlichen Quellen genannt. Erst am Anfang des 6. Jahrhunderts wird im Zusammenhang mit Bischof Caesarius (Leben des Caesarius 1,29) ein Palast genannt, in dem die westgotischen Könige gelebt haben sollen. Christian Witschel weist dagegen darauf hin, dass sich für das 4. Jahrhundert nur vereinzelte und kurze Aufenthalte von Kaisern in der Stadt nachweisen lassen und anders als in vielen anderen Städten keine kaiserliche Bautätigkeit in Arelate bezeugt ist. Die konkreten Funktion des Monumentalbaus muss demnach unklar bleiben. Bei dem für das 6. Jahrhundert belegten Palast kann es sich genauso gut um die im frühen 5. Jahrhundert erbaute und später mehrfach erweiterte Residenz des gallischen Prätorianerpräfekten handeln.
Mehrere Kirchen sind bekannt, doch ist nur wenig von der Architektur erhalten. Der Vorgängerbau der romanischen Kirche St-Trophime d’Arles geht wahrscheinlich auf das 5. Jahrhundert zurück. Die Basilica Sancti Stephani war dem Stadtpatron geweiht und stand auf dem heutigen Rathausplatz neben dem antiken Forum. Von dem Bau sind nur wenige Reste erhalten. 524 wurde die Basilica Sanctae Mariae gegründet, die unter der heutigen Kirche Notre-Dame-de-la-Major, nahe dem Circus vermutet wird. In der Vita des Caesarius von Arles (starb 542 n. Chr.) werden drei Klöster und weitere dazugehörige Kirchen genannt. Die Basilica sancti Genesii war dem heiligen Genesius von Arles geweiht und war wahrscheinlich der Vorgängerbau der Kirche St. Honorat. Nahe der Via Aurelia wurde 530 n. Chr. die Basilica Sancti Petrie et Pauli gegründet. Auch dieser Bau ist nicht erhalten, doch fanden sich hier zahlreiche Sarkophage und Inschriften, die wahrscheinlich mit dem Bau im Zusammenhang stehen.